# Delphinium multiplex
Delphinium multiplex är en ranunkelväxtart som först beskrevs av Joseph Andorfer Ewan, och fick sitt nu gällande namn av C. L. Hitchcock. Delphinium multiplex ingår i släktet storriddarsporrar, och familjen ranunkelväxter. Inga underarter finns listade i Catalogue of Life.